# Zwischen Himmel und Hölle (1993)
Zwischen Himmel und Hölle (Originaltitel: Heaven & Earth) ist ein US-amerikanischer Antikriegsfilm von Oliver Stone aus dem Jahr 1993. Die deutsche Synchronisation wurde erstellt von der Synchronfirma: Deutsche Synchron Film GmbH, Berlin, und Michael Richter war verantwortlich für die Dialogregie.
Der Film basiert auf den Büchern Geboren in Vietnam. Die Geschichte einer mutigen Frau (Originaltitel: When Heaven and Earth Changed Places) von Le Ly Hayslip und Jay Wurts sowie Geboren in Vietnam – leben in USA. Der Lebensweg einer tapferen Frau (Originaltitel: Child of War, Woman of Peace) von Le Ly Hayslip und James Hayslip.

## Handlung
Le Ly ist die Tochter eines Reisbauern im Dorf Ky La in Zentral-Vietnam. Sie arbeitet mit ihrer Mutter und den Geschwistern auf den heimatlichen Feldern. In der Freizeit widmet sie sich der Verehrung der Ahnen. Die Schrecken des Krieges kündigen sich an. Nachts nähern sich die kommunistischen Viet Cong dem Dorf. Le Ly ist 12 Jahre alt, als 1965 der erste US-Soldat im Reisfeld der Familie landet. Ihr Leben verändert sich für immer. Le Ly unterstützt die Kommunisten und gerät zwischen die Fronten. Erst wird sie von südvietnamesischen Regierungstruppen verhört und gefoltert, dann bezichtigen sie die Viet Cong des Verrats und vergewaltigen sie. Nach der Geburt eines unehelichen Kindes in Da Nang schlägt sie sich als Schwarzmarkthändlerin durch, bis ihr der US-Sergeant Steve Butler den Hof macht. 1970 entkommt Le Ly mit Hilfe Butlers nach San Diego. Doch das vermeintliche Paradies entpuppt sich als Albtraum. Der Rassismus im Alltag und das unbewältigte Vietnam-Trauma ihres Ehemanns machen ihr Leben zur Hölle. Butler gibt zu, bei schwarzen Operationen viele Menschen gezielt und brutal getötet zu haben. Während der Scheidung begeht Butler Selbstmord. Danach kehrt Le Ly schließlich als inzwischen reiche Amerikanerin mit ihren Söhnen nach Ky La zurück. Zum ersten Mal nach 16 Jahren sieht sie die Heimat wieder. Auch dort sind die Wunden des Krieges nicht verheilt.

## Kritik
„Nach einem harten, eindrucksvollen Beginn gehen Ansätze zur psychologischen und philosophischen Vertiefung in hemmungsloser Rührseligkeit und Karikatur verloren.“

## Hintergrund
Nach Platoon (1986) und Geboren am 4. Juli (1989) wollte Oliver Stone im letzten Teil seiner Vietnam-Trilogie die Ereignisse aus der Sicht der vietnamesischen Bevölkerung schildern. Für sein Drehbuch benutzte er die autobiografischen Romane When Heaven and Earth changed Places und Child of War, Woman of Peace von Le Ly Hayslip.
Für die Besetzung der weiblichen Hauptrolle war ein aufwendiger Casting-Prozess in mehreren amerikanischen Städten, Hongkong und Bangkok organisiert worden, an dem 16.000 Kandidatinnen teilnahmen.
Bei einem Budget von etwa 33 Millionen spielte der Film lediglich 5 Mio. an den US-Kassen ein.

## Auszeichnungen (Auswahl)
Komponist Kitarō wurde für die Komposition, die in diesem Film verwendet wurde, mit einem Golden Globe ausgezeichnet.

## Soundtrack
Die im Film eingesetzte Musik beinhaltet neben Beiträgen von Donovan, Procol Harum und BB Chung King & The Buddaheads auch rituelle Musik des tibetischen Buddhismus.